# Matt Barr
Matthew Jerome Barr (Texas, 14 de fevereiro de 1984), é um ator de filme e televisão americano. É mais conhecido pelo seu papel de Brandon Vandecamp em American Pie Presents: Band Camp e Dan Patch na série da emissora CW, Hellcats.

## Vida
Matthew Jerome Barr nasceu em 14 de fevereiro de 1984 em Allen, Texas, um subúrbio de Dallas. Ele é filho de Mike Barr, ex-treinador de futebol na Universidade de Purdue e Southern Methodist University, que está agora no negócio imobiliário, e DeDe Barr, uma retratista. Barr tem um irmão mais novo, Luke Barr e a irmã, Sara Barr. Na quarta série ele e sua família mudaram-se para Fairview, Texas, outro subúrbio de Dallas. Barr estava no programa de teatro Allen no segundo grau, e teve papéis importantes em muitos na escola e produções de teatro musical. Isto incluiu o papel de Tommy no Meredith Willson The Music Man, e um bobo da corte em um jantar madrigal da escola. Enquanto um sénior na High School de Allen, Barr descobriu que Richard Linklater estava planejando um filme sobre futebol em Austin, Friday Night Lights. Ele fez um teste para um papel. Embora este filme acabou sendo colocada em espera por mais dois anos e Richard Linklater foi substituído por Peter Berg como diretor, Barr fez algumas impressões favoráveis. O produtor Ann Walker McLay e Linklater, colaborador e diretor Lee Clark Walker lhe ofereceu o papel principal em Levelland, filme estava sendo rodado em Austin no final da primavera e início do verão de 2002.
Seis meses após as filmagens de Levelland terminar, em janeiro de 2003, Barr mudou-se para Los Angeles, onde seu primeiro trabalho foi uma cena na telessérie ER.

## Filmografia
| Ano         | Filme                                 | Personagem                   | Tipo                                 |
| ----------- | ------------------------------------- | ---------------------------- | ------------------------------------ |
| 2015        | Sleepy Hollow (série)                 | Nick Hawley                  | Série - 08 episódios                 |
| 2012        | Hatfields & McCoys (minissérie)       | Johnse Hatfield              | Série - Elenco Principal             |
| 2010        | Hellcats                              | Dan Patch                    | Série - Elenco Principal             |
| 2009        | Untitled Ernest Vecchione: The Series | Dean                         |                                      |
| 2009        | Sex Ed                                | Dean                         | Elenco Principal                     |
| 2009        | Harper's Island                       | Christopher 'Sully' Sullivan | 13 episódios                         |
| 2009        | Gossip Girl                           | Keith van der Woodsen        | Episódio 24, 2ª Temporada            |
| 2008        | Pedro                                 | Puck                         |                                      |
| 2008        | Swingtown                             | Matt                         | Episódio 12, 1ª Temporada            |
| 2008        | The House Bunny                       | Tyler                        |                                      |
| 2008        | Open Your Eyes                        | Jesus                        | Filme curto                          |
| 2007        | Protecting the King                   | David Stanley                |                                      |
| 2006 - 2007 | One Tree Hill                         | Derek                        | Personagem secundário - 07 episódios |
| 2007        | Ten Inch Hero                         | Brad                         |                                      |
| 2007        | CSI: NY                               | Thomas Brighton              | Episódio 15, 3ª Temporada            |
| 2006        | Jesse Stone: Death in Paradise        | Hooker Royce                 |                                      |
| 2006        | The O.C.                              | Wes Seyfried                 | Episódio 22, 3ª Temporada            |
| 2006        | Bones                                 | Logan Corman                 | Episódio 13, 1ª Temporada            |
| 2005        | Commander in Chief                    | Mike Fleming                 | Personagem secundário - 05 episódios |
| 2005        | American Pie Presents: Band Camp      | Brandon Vandecamp            |                                      |
| 2005        | Head Cases                            | Will                         | Episódio não exibido                 |
| 2005        | Over There                            | Cracker                      | Episódio 01, 1ª Temporada            |
| 2005        | American Dreams                       | Nick                         | Episódio 15, 3ª Temporada            |
| 2005        | Medium                                | garoto de 17 anos            | Episódio 01, 1ª Temporada            |
| 2004        | CSI: Miami                            | Cell Phone Bomber            | Episódio 21, 2ª Temporada            |
| 2004        | ER                                    | Billy                        | Episódio 14, 10ª Temporada           |
| 2003        | Levelland                             | Zach Stanley                 |                                      |